# Eu (Seine-Maritime)
Eu település Franciaországban, Seine-Maritime megyében. Lakosainak száma 6541 fő (2022. január 1.). Eu Étalondes, Ponts-et-Marais, Mers-les-Bains, Saint-Pierre-en-Val, Saint-Rémy-Boscrocourt, Le Tréport és Saint-Quentin-la-Motte-Croix-au-Bailly községekkel határos.

## Népesség
A település népességének változása:
| Lakosok száma | 7189 | 7106 | 7187 | 6883 | 6771 | 6716 | 6653 | 6591 | 6541 |
|               | 2013 | 2015 | 2016 | 2017 | 2018 | 2019 | 2020 | 2021 | 2022 |